# Mekiš (Tešanj)
Pour les articles homonymes, voir Mekiš (homonymie).
Mekiš (en cyrillique : Мекиш) est un village de Bosnie-Herzégovine. Il est situé dans la municipalité de Tešanj, dans le canton de Zenica-Doboj et dans la fédération de Bosnie-et-Herzégovine. Selon les premiers résultats du recensement bosnien de 2013, il compte 538 habitants.

## Démographie

### Évolution historique de la population dans la localité
| 1948 | 1953 | 1961 | 1971 | 1981 | 1991 | 2013 |
| ---- | ---- | ---- | ---- | ---- | ---- | ---- |
| -    | -    | 342  | 428  | 515  | 539  | 538  |

|  |

### Communauté locale
En 1991, la communauté locale de Mekiš comptait 1 326 habitants, répartis de la manière suivante :